# Ландшафт плантаций агавы и старинные предприятия по производству текилы
Ландшафт плантаций агавы и старинные предприятия по производству текилы (исп. Paisaje agavero y antiguas instalaciones industriales de Tequila)  являются объектом всемирного культурного наследия ЮНЕСКО в Мексике.

## Описание
Территория занимает площадь 34.638 км², и находится у подножья вулкана Текила, рядом с долиной реки Рио-Гранде-де-Сантьяго, охватывает обширный ландшафт плантаций голубой агавы и города Текила, Ареналь и Аматитан с крупными винокурнями, где агава подвергается возгонке. Начиная с XVI века эта культура используется для производства спирта и, как минимум, в течение 2000 лет — для получения напитков брожения (например, пульке) и изготовления тканей. В наши дни культура агавы считается частью национальной идентичности Мексики.
На этой территории по-прежнему выращивают голубую агаву в промышленных масштабах. В составе объекта находятся: поля, винокурные предприятия т.н. «таверны» (небольшие винокурни, считавшиеся незаконными при власти испанцев), многочисленные асьенды, некоторые из которых относятся к XVIII веку. Объект отражает слияние доколумбовых традиций забраживания сока мескаль и местных приёмов возгонки, с технологическими процессами, заимствованными из Европы и США. Объект также включает археологические памятники, представляющие культуру Теучитлан, которая формировала район с 200 по 900 годы, сооружая террасы для сельского хозяйства, жилищ, храмов, церемониальных возвышений и площадок для ритуальной игры в мяч.